# مجموعة برات الأدبية
يشير مصطلح «مجموعة برات الأدبية» إلى مجموعة من المؤلفين الأمريكيين الشباب، بمن فيهم «بريت ايستون إليسBret Easton Ellis، تاما جانوتيز Tama Janowitz، جاي ماكلرنيJay McInerney وجيل إيزنستادتJill Eisenstadt» وقد ظهروا على الساحل الشرقي للبلاد في الثمانينيات. وقد سبق أن طبقت مجموعة برات على مجموعة من الممثلين الأمريكيين الشباب في وقت سابق من هذا العقد.
في مقال نشر عام 1987 في صحيفة نيويورك «فيلج فويس Village Voice» حيث قدم المؤلفون كوجوه جديدة للأدب، وقد تم عرض الاسم المستعار بشكل مزعج من خلال صورة جَمعت وجوه المؤلفين على أجساد الأطفال الرضع.ومع ذلك، فإن تأثيره على الأدب وشعبيته الواسعة يجعل من هذا اللقب علامة تجارية وموجة جديدة محببة من المؤلفين الشباب، وقدم كل منهم تحديًا خاصًا للنقد الأدبي الراسخ: وقد رويت لأول مرة رواية مكليرني McInerney«الأضواء الساطعة Bright Lights، المدينة الكبيرة» Big Cityبشكل فردي فقط وفي رواية «عبيد نيويورك Slaves of New York» اكتشف جانوتيزJanowitz موضوعات سياسية جنسية في ظل موضوعات نيويورك وقد تم تقديمها بصدق، وروى إليس Ellisرواية «أقل من الصفر Less Than Zero» وهي انفصال ما بعد المراهقة عن المجتمع قد بدا مروعاً ومرضياً.
تدين أعمال مؤلفي مجموعة برات Brat Pack بالأعمال البسيطة لديمون كارفر of Raymond Carver وآن بيتيAnn Beattie ، وقد استخدموا وسائل واضحة ونزيهة في بعض الأحيان من تقديم الحياة العصرية التي كانت فاصل واضح من الخيال الثقيل لغويا ومهذبا جدا من الجيل السابق. غير خائفين من معالجة القلق في الضواحي والقلق الحضري، وبهذا فتح المؤلفون آفاقاً جديدة للموضوع والأسلوب.
وفي عدد أيلول وتشرين الأول من عام 2005 من مجلة صفحات Pages تم تعريف مجموعة برات الأدبية literary Brat Pack من خلال بريت ايستون إليسBret Easton Ellis، تاما جانوتيز Tama جاي ماكلرنيJay McInerney ومارك ليندكويست Mark Lindquist. وقد كان مقر ماكلرني McInerney وجانوتيز Janowitz في مدينة نيويورك. وكان من  بين المنتسبين إلى هذه المجموعة سوزان مينتو Susan Minot، دونا تارتDonna Tartt، بيتر فارليPeter Farrelly وديفيد ليفيتDavid Leavitt.وقد عاش ليندكويست Lindquistفي مدينة البندقية، كاليفورنيا، وانتقل إليس Ellis من شيرمان أوكس Sherman Oaks في لوس أنجلوس إلى مانهاتن Manhattan بعد نجاح رواية أقل من الصفر Less Than Zero.
ذكرت مجلة «صفحات Pages» في مقال بعنوان «أين هم الآن؟» أن مؤلفي مجموعة برات Brat Pack الأصليين اجتماعيين، ولكن لم يكن لديهم الكثير من القواسم المشتركة بخلاف أنهم صغاراُ مهذبين جداً، وتم تسويق كتبهم.

## الروابط الخارجية
- Clean and Sober, A February 1997 صالون (موقع إنترنت) magazine article about the brat pack.
- Jay McInerney's official website
- a fan page for the works of Bret Easton Ellis نسخة محفوظة 20 ديسمبر 2012 at Archive.is
- Mark Lindquist's official website